# Volo Adam Air 574
Il volo Adam Air 574 è stato un volo di linea della compagnia aerea indonesiana Adam Air tra le città di Surabaya e Manado. Il 1º gennaio 2007, il Boeing 737-400 che operava il volo precipitò in mare al largo dell'isola di Sulawesi provocando la morte di tutte le 102 persone a bordo. All'epoca dei fatti l'incidente fu il più grave mai occorso ad un Boeing 737-400.
Sul disastro venne avviata un'indagine nazionale. Il rapporto finale, pubblicato il 25 marzo 2008, concludeva che i piloti avevano perso il controllo dell'aereo dopo essersi preoccupati di risolvere i problemi del sistema di navigazione inerziale e avevano inavvertitamente disconnesso l'autopilota. Nonostante una serie di incidenti legati alla sicurezza che hanno contribuito alla chiusura di Adam Air nel 2008, questo è stato l'unico incidente che ha provocato vittime durante i 5 anni della sua esistenza.
L'incidente è uno dei numerosi disastri, incluso il successivo del volo 172, che portò gli Stati Uniti a declassare la valutazione di sicurezza dell'aviazione indonesiana e portò a riforme su larga scala sulla sicurezza dei trasporti in Indonesia. A tutte le compagnie aeree indonesiane è stato vietato di volare nell'Unione Europea per diversi anni dopo l'incidente. Ad Adam Air venne vietato di volare dal governo indonesiano nel marzo 2008 e dichiarò bancarotta a giugno dello stesso anno.

## Aereo ed equipaggio
Il velivolo coinvolto era un Boeing 737-4Q8 con numero di registrazione PK-KKW e S/N 24070 costruito nel 1989 (aveva dunque 18 anni) e dotato di due motori CFM 56. Al momento dell'incidente aveva volato per 45 371 ore e compiuto 26 725 cicli di volo. Il Boeing non era di proprietà della Adam Air, bensì era stato preso in leasing e in passato aveva prestato servizio in 8 differenti compagnie aeree, tra cui l'italiana Air One, nel periodo marzo-dicembre 2002, seguita dalla JAT Airways.
Il pilota in comando era il comandante 47enne Refri Agustian Widodo di Sidoarjo, unitosi ad Adam Air nel 2006. Il primo ufficiale era il 36enne Yoga Susanto di Magelang, un dipendente entrato in Adam Air nel 2006. Il comandante Widodo era un veterano esperto, avendo accumulato più di 13 300 ore di volo. Come pilota in comando del Boeing 737, aveva più di 3 800 ore di esperienza. Il primo ufficiale Susanto vantava 4 200 ore di volo totali di cui quasi 1 000 come primo ufficiale sul 737.

## L'incidente

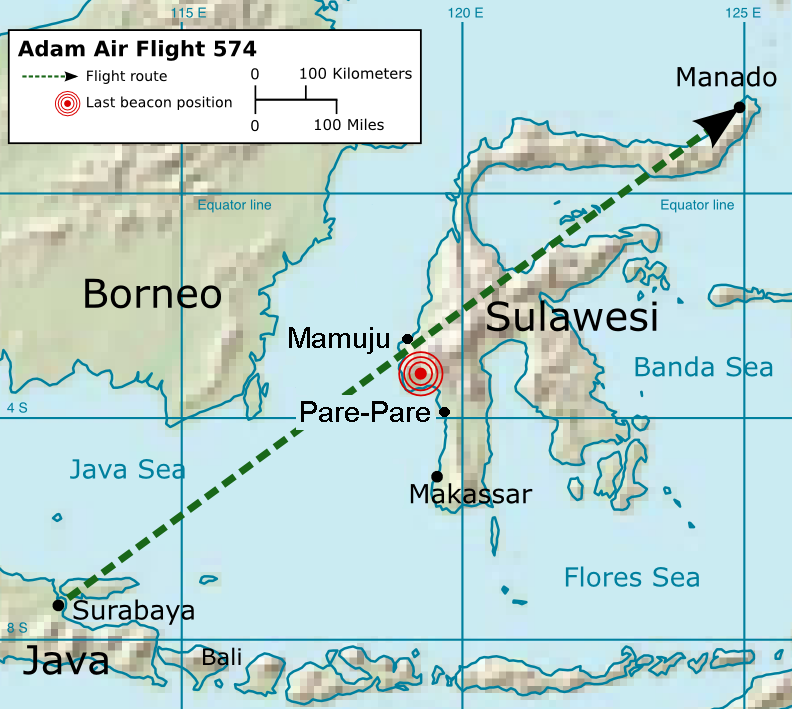
La rotta dell'aereo da Surabaya e Manado con l'ultima posizione registrata dal radar.

Il 1º gennaio 2007, intorno alle 13:00 ora locale (06:00 UTC), l'aereo partì dall'aeroporto Juanda di Surabaya con 96 passeggeri (85 adulti, 7 bambini e 4 neonati), un fattore di carico del 56%, e 6 membri dell'equipaggio a bordo. La lista dei passeggeri era composta principalmente da cittadini indonesiani e la maggior parte dei passeggeri stava tornando a Manado dopo il capodanno; gli stranieri consistevano in una famiglia americana di tre persone e un cittadino tedesco. Il volo di due ore, con arrivo previsto all'aeroporto Sam Ratulangi di Manado alle 16:00 ora locale, si svolse come previsto fino a quando l'aereo scomparve dagli schermi radar del controllo del traffico aereo a Makassar, nel Sulawesi meridionale, con il contatto finale intorno alle 15:00 ora locale. L'ultima posizione nota era stata rilevata da un satellite di Singapore. L'altitudine dell'aereo sullo schermo radar era indicata essere 35 000 piedi (11 000 m).
Il tempo nella regione era burrascoso; l'Ufficio indonesiano di meteorologia e geofisica rilevò che lo spessore delle nuvole raggiungeva i 30 000 piedi (9 100 m) di altezza e la velocità del vento era in media di 30 nodi (56 km/h) nell'area. Nonostante l'operatore dell'aeroporto Juanda, PT Angkasa Pura I, avesse avvertito il pilota delle condizioni meteorologiche, l'aereo partì come programmato. L'aereo si era imbattuto in venti trasversali di oltre 70 nodi (130 km/h) sopra lo Stretto di Makassar, a ovest di Sulawesi, dove cambiò rotta verso est in direzione della terraferma prima di perdere il contatto.
I problemi iniziarono quando i piloti notarono un'anomalia nel sistema di riferimento inerziale (IRS). Il primo ufficiale tentò di risolvere il problema, resettando la sua unità IRS passando la manopola sul fianco alla modalità ATT; questo oscurò l'indicatore di assetto, rendendo di fatto responsabilità del comandante pilotare l'aereo in modo rettilineo e livellato per 30 secondi, mentre il processo di riallineamento veniva completato. Il comandante non lo fece. A causa della sua fissazione sull'IRS difettoso, non pilotò correttamente l'aeromobile e i precedenti problemi di manutenzione degli alettoni fecero sì che l'aeromobile rollasse lentamente verso destra. Quando l'aeromobile raggiunse i 35 gradi di inclinazione, nella cabina di pilotaggio risuonò un avviso acustico di "angolo di inclinazione".
In preda al panico, il comandante disse al primo ufficiale di riportare la modalità IRS su NAV, per sperare di correggere la situazione in cui erano finiti. Ora che l'indicatore di assetto del primo ufficiale era tornato al suo stato normale, il primo ufficiale Susanto si accorse che l'aeromobile si trovava in una posizione pericolosa e cercò di avvisare il comandante. Non riuscendoci, tentò di recuperare l'aereo dalla discesa ruotando la barra a sinistra. Credendo che l'aeromobile stesse volando dritto e livellato, il comandante Widodo disse inconsapevolmente al primo ufficiale Susanto che l'aeromobile doveva volare dritto e livellato per completare il processo di allineamento IRS. L'aeromobile si trovava ora con un'inclinazione di 100 gradi e un assetto di 60 gradi in picchiata. Il primo ufficiale Susanto riuscì a informare il comandante che stavano cadendo verso il mare; Widodo tirò quindi indietro la barra di comando e l'aereo, che viaggiava a oltre il 90% della velocità del suono, iniziò a spezzarsi in volo. Tutte le registrazioni si fermarono a 9 000 piedi (2 700 m), presumibilmente perché l'aereo si era completamente spezzato.
Il velivolo non inviò alcun segnale di soccorso.

## Le ricerche

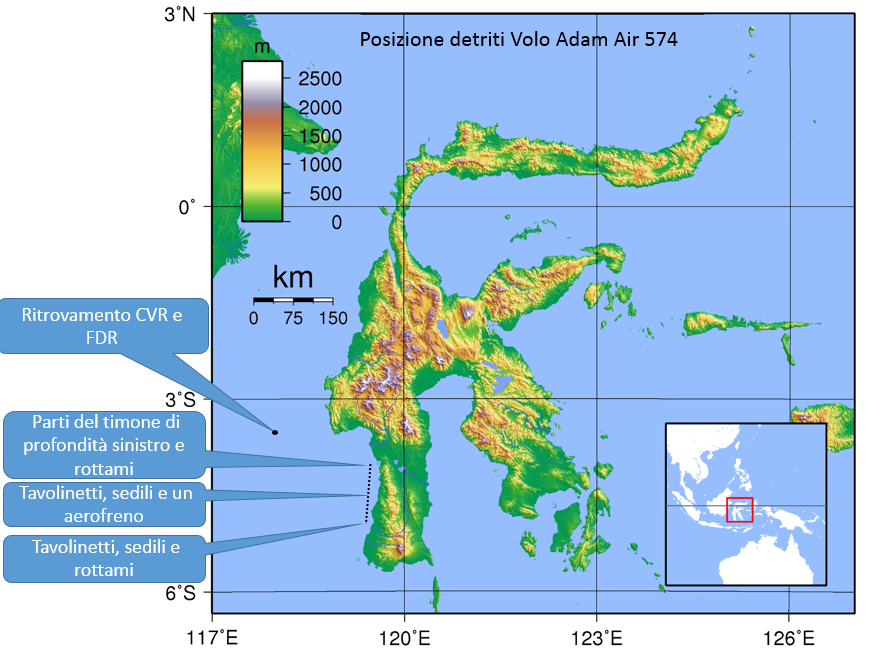
Disposizione dei detriti

Nella ricerca dell'aereo scomparso vennero mobilitati 3.600 militari e personale di polizia. Un Boeing 737-200 Surveiller (un aereo di sorveglianza militare), due Fokker-50 dotati di infrarossi dell'Aeronautica della Repubblica di Singapore, un aereo Navy Nomad e sei elicotteri furono inviati per aiutare per cercare l'aereo scomparso dall'alto. Successivamente si unì la nave indonesiana Pulau Rengat, dotata di sonar e in grado di rilevare oggetti metallici sottomarini, dotata di un mini sottomarino telecomandato. Esplorò il mare per cinque giorni tra il 3 e l'8 gennaio, senza successo. Le navi militari setacciarono lo stretto di Makassar mentre il personale militare attraversò le giungle e le montagne di Sulawesi. Nonostante le forti piogge e i forti venti nella zona, gli sforzi di ricerca, coordinati dalla città di Makassar, si concentrarono nell'area compresa tra la città costiera di Majene e la regione montuosa di Toraja. La ricerca nelle due aree avvenne grazie a segnali gemelli, ciascuno con frequenze diverse dei trasmettitori di localizzazione di emergenza, ricevuti dal satellite di Singapore e da una base aerea militare indonesiana. Le due posizioni separate prodotte sugli schermi radar erano un punto sul mare a Majene e sulla terra a Rantepao, Tana Toraja. Le ricerche furono poi estese a tutta l'Isola di Sulawesi. Un agente di polizia del centro operativo della polizia distrettuale di Barru disse che tutti i distretti con tratti di costa lungo lo stretto di Makasser avevano squadre che cercavano l'aereo.

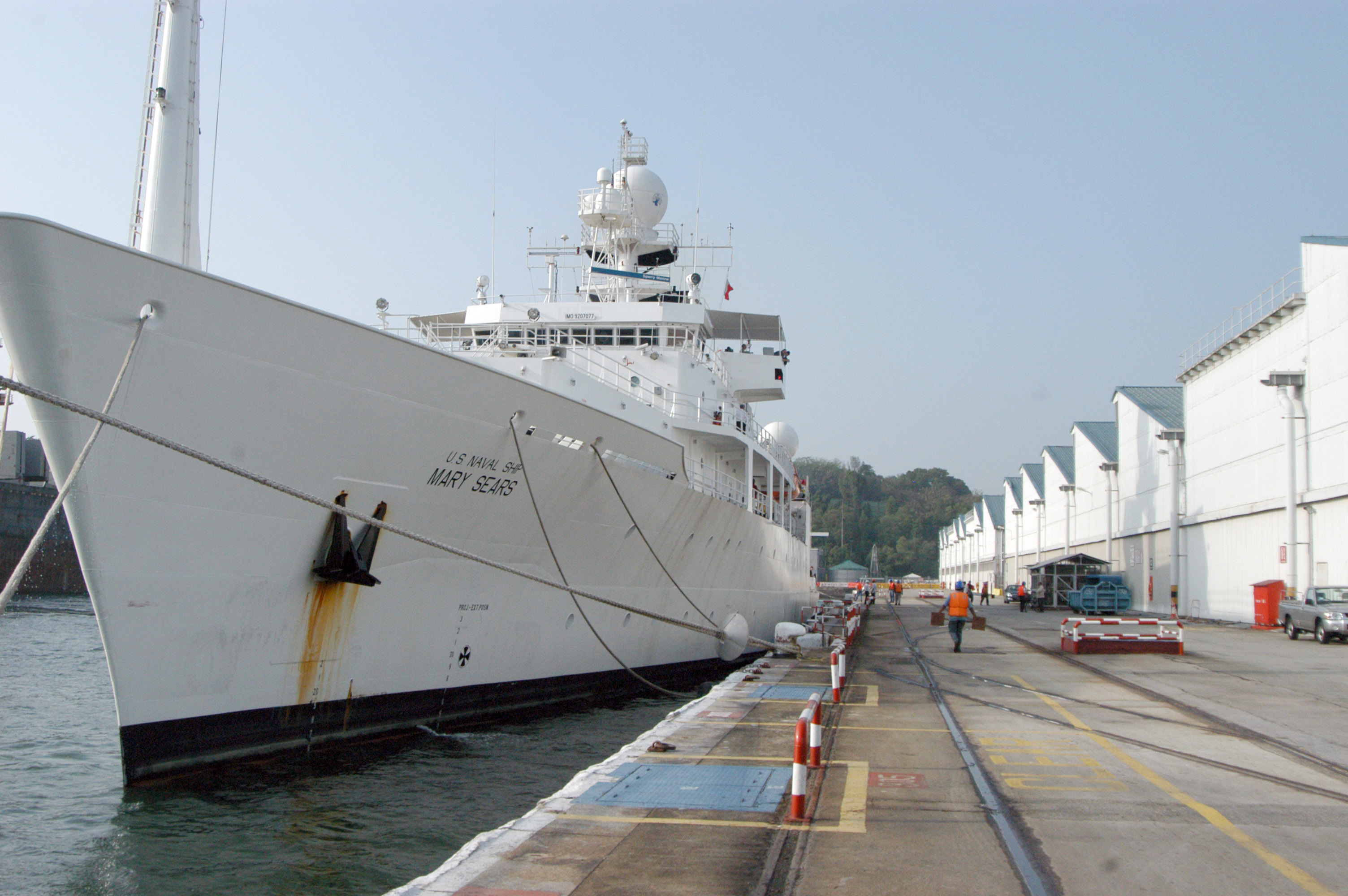
La nave US Mary Sears che il 21 gennaio 2007 ha trovato le scatole nere

Il capo della National Search and Rescue Agency dichiarò all'Associated Press che si riteneva che l'aereo fosse probabilmente disperso in mare. Dal 5 gennaio 2007, l'obiettivo principale della ricerca venne spostato nelle aree a sud di Manado, dopo che l'aeroporto Sam Ratulangi di Manado riferì di aver rilevato un segnale dall'aereo il giorno prima. Il terreno accidentato insieme a nuvole spesse e basse continuavano a ostacolare la ricerca. Tre parenti dei passeggeri dispersi che sorvolarono parte della zona a bordo di un aereo militare da ricognizione ammisero che le possibilità di ritrovare l'aereo erano scarse. I funzionari dissero che era improbabile che qualche corpo fosse rimasto intero. Il 14 gennaio, su richiesta dell'Indonesia, Singapore prestò quattro rilevatori di localizzatori subacquei trainati, a volte chiamati localizzatori trainati di pinger, e sei consulenti per aiutare nella ricerca. Una settimana dopo, uno di questi localizzatori trainati di pinger, operato dalla USNS Mary Sears, localizzò con successo le scatole nere. Il 24 gennaio, la nave britannica MN Endeavour si unì alla ricerca del relitto. La nave era gestita dalla società mineraria locale PT Gema Tera Mustikawati e veniva solitamente utilizzata dalle società di trivellazione di petrolio e gas per mappare il fondale marino. A quel punto, il governo indonesiano aveva speso un miliardo di rupie (circa 110.000 dollari) al giorno per le ricerche.
Il 10 febbraio, secondo il ministro dei trasporti Hatta Rajasa, le operazioni di ricerca vennero ufficialmente interrotte dall'Agenzia di ricerca e salvataggio, finalizzando lo status legale sia dell'aereo che dei suoi passeggeri e dell'equipaggio. Questo annuncio consentì alle famiglie delle vittime di avviare la procedura di richiesta di indennizzo assicurativo.

## Scoperta del relitto

### Oggetti sommersi non identificati
L'8 gennaio, tre grandi oggetti metallici, sospettati di essere parti del relitto, vennero rilevati dal sonar della nave indonesiana KRI Fatahillah. Il primo ammiraglio Gatot Subyanto della Marina indonesiana indicò tre posizioni, distanti tra 3 e 6 km, al largo della città di Mamuju, sulla costa occidentale di Sulawesi. A causa delle limitazioni dell'attrezzatura sonar della marina, non era chiaro cosa fosse il metallo e l'Indonesia non aveva altre apparecchiature proprie. Una nave da ricognizione oceanografica della Marina degli Stati Uniti, la Mary Sears, arrivò nella zona il 9 gennaio con attrezzature migliori per aiutare a identificare gli oggetti, e nello stesso giorno un jet canadese con cinque equipaggi aerei separati, che lavoravano a turni, fu inviato per aiutare con mappatura aerea della posizione indicata. Il Dipartimento indonesiano della marina e della pesca suggerì che gli oggetti metallici avrebbero potuto invece essere strumenti utilizzati per studiare la corrente marina sottomarina. Un totale di dodici navi della marina indonesiana furono schierate nell'area, tra cui la KRI Ajak, la KRI Leuser e la KRI Nala. Ulteriori apparecchiature subacquee, tra cui un metal detector e una telecamera sottomarina, furono inviate dagli Stati Uniti e arrivarono a bordo della USNS Mary Sears il 17 gennaio. I registratori di volo furono successivamente localizzati altrove, nelle acque di un'area conosciuta come Majene, e un'ampia e approfondita ricerca dell'area rivelò anche lì elevate quantità di detriti sparsi. Questi detriti furono analizzati per confermare che appartenessero al 737.

### Detriti galleggianti
Lo stabilizzatore orizzontale destro dell'aereo venne trovato da un pescatore, a sud di Pare Pare, a circa 300 metri dalla spiaggia l'11 gennaio, sebbene non fosse stato originariamente consegnato, poiché il suo scopritore pensava che fosse un pezzo di compensato, accorgendosi solo più tardi che si trattava di un pezzo di coda. Ciò venne confermato dal numero di serie sullo stabilizzatore, 65C25746-76, che corrispondeva a quello dei componenti del 737 scomparso. Il pescatore ricevette una ricompensa di 50 milioni di rupie (equivalenti a circa 5.500 dollari) per la sua scoperta. Successivamente, nell'area furono recuperate anche altre parti dell'aereo, tra cui sedili dei passeggeri, giubbotti di salvataggio, un vassoio con il cibo, parte di uno pneumatico dell'aereo, otto pezzi di alluminio e fibra, una carta d'identità, un razzo e un poggiatesta. Entro il 13 gennaio fu recuperato anche un pezzo di un'ala. Non era chiaro se la sezione lunga 1,5 metri fosse una sezione dell'ala destra o dell'ala sinistra, sebbene fosse stata esaminata nel tentativo di scoprirlo. Il conteggio totale degli oggetti recuperati associati agli aerei, al 29 gennaio, era di 206, di cui 194 appartenevano sicuramente ai 737. Vennero recuperati anche pezzi di abbigliamento che si riteneva appartenessero ai passeggeri; il 15 gennaio, pezzi di capelli umani e quello che si ritiene essere cuoio capelluto umano furono recuperati da un poggiatesta che era stato recuperato dal mare. Vennero sottoposti al test del DNA per tentare di identificarli; i risultati di questo test sono, tuttavia, sconosciuti.

### Le scatole nere
Il 21 gennaio 2007, il registratore dei dati di volo (FDR) e il registratore vocale della cabina di pilotaggio (CVR), popolarmente conosciuti come scatole nere, vennero localizzati a 42 miglia nautiche (78 km) al largo della costa del Sulawesi Occidentale dalla nave statunitense Mary Sears. Il registratore dei dati di volo era situato ad una profondità di 2 000 metri (6 600 ft), mentre il registratore vocale della cabina di pilotaggio era situato a una profondità di 1 900 metri (6 200 ft), a circa 1,4 km di distanza. Le registrazioni del CVR mostrarono che le ultime parole dei piloti furono "Allahu Akbar!" ("Dio è il più grande!"). La nave indonesiana Fatahillah si recò sul posto. La Mary Sears utilizzò la sua unità SSS (side scan sonar) per mappare un'area di circa 10,3 chilometri quadrati intorno ai registratori in alta risoluzione, un'operazione che richiese 18 passaggi attraverso l'area a circa 3 nodi, impiegando sei ore per passaggio, inclusa la fila per il passaggio successivo. Scoprì una grande quantità di rottami nell'area, che si riteneva fosse tutto ciò che restava dell'aereo. Un alto funzionario della marina indonesiana dichiarò il 24 gennaio di non ritenere che l'attrezzatura necessaria per recuperare le casse da quella profondità fosse disponibile in nessun paese asiatico. Le scatole nere avevano una durata della batteria di soli 30 giorni e successivamente non sarebbero state in grado di emettere segnali di localizzazione.
Il 3 febbraio, la nave da guerra indonesiana KRI Tanjung Dalpele portò le famiglie colpite sul luogo dell'incidente dove si tenne una cerimonia commemorativa, che includeva il lancio di fiori in mare.

## Il recupero
Il 26 gennaio 2007 sorse una controversia tra Adam Air e il governo indonesiano riguardo al recupero delle scatole nere. A causa della profondità, il recupero avrebbe richiesto un veicolo subacqueo telecomandato, ma l'Indonesia non disponeva di tale attrezzatura. Il vicepresidente indonesiano Jusuf Kalla arrivò al punto di mettere in dubbio la necessità di recuperare le scatole nere, anche se gli esperti risposero che l'incidente era di importanza internazionale in quanto poteva indicare un difetto ai progetti dell'aereo. Adam Air affermò che, a suo avviso, le scatole nere sarebbero dovute essere recuperate, descrivendo l'incidente come rilevante sia a livello nazionale che internazionale, ma si rifiutò di pagare, affermando che era responsabilità del governo. L'Indonesia richiese assistenza tecnica agli Stati Uniti Uniti, Giappone e Francia. Jim Hall, ex presidente del National Transportation Safety Board degli Stati Uniti, affermò che era essenziale che le scatole venissero recuperate rapidamente, poiché a quel punto la durata della batteria di 30 giorni stava per scadere, cosa che successivamente accadde. Citò problemi come la scarsa visibilità e le forti correnti che avrebbero reso difficile il recupero dei dispositivi senza il segnale.
Il 31 gennaio, gli Stati Uniti dovettero ritirare la nave Mary Sears poiché l'esercito americano aveva affermato che la nave aveva altri compiti da svolgere. Ulteriori finanziamenti e aiuti da parte degli Stati Uniti avrebbero dovuti essere approvati dal Congresso degli Stati Uniti. Allo stesso tempo, vennero suggerite società esterne come possibili recuperatori delle scatole nere. L'Indonesia continuò a chiedere aiuto ad altri paesi, come Francia e Giappone. Il capo del Comitato nazionale per la sicurezza dei trasporti indonesiano, Setio Rahardjo, sostenne che Adam Air avrebbe dovuto finanziare i costi di recupero.
Inizialmente era stato confermato che l'Indonesia non avrebbe pagato per l'operazione di salvataggio, e nemmeno avrebbe potuto costringere Adam Air a farlo. Tuttavia, Adam Air firmò un contratto con Phoenix International per l'operazione di recupero. Il 23 agosto, l'Eas arrivò nel porto di Makassar, nel Sulawesi, per iniziare le operazioni di salvataggio, iniziate con un sopralluogo di diversi giorni. La nave trasportava un mini-sottomarino che poteva immergersi fino a 6 000 metri (20 000 ft) ed era dotato di sonar e telecamere per acque profonde.
Un robot sottomarino della Phoenix International che perlustrava il mare al largo di Majene fino a Sulawesi recuperò il registratore dei dati di volo il 27 agosto e il registratore vocale della cabina di pilotaggio il 28 agosto. I due dispositivi vennero trovati a una profondità di circa 2 000 metri (6 600 ft) e distavano 1 400 metri (4 600 ft) l'uno dall'altro. Erano stati spostati di 10–15 m dalle loro posizioni originali da potenti correnti sottomarine. Le scatole nere furono inviate a Washington per l'analisi. Il costo finale dell'operazione di salvataggio per recuperare le scatole nere fu di 3 milioni di dollari, di cui due milioni forniti dal governo indonesiano, mentre Adam Air pagò il resto. Gli sforzi continuarono con la speranza di recuperare vari pezzi di relitto di grandi dimensioni dal fondo del mare.

## Le indagini
Il presidente Susilo Bambang Yudhoyono ordinò un'indagine approfondita per scoprire la causa della scomparsa dell'aereo, inclusa la causa di qualsiasi incidente che potrebbe aver avuto, prima ancora che il principale campo di detriti fosse stato trovato. L'indagine esaminò anche l'aeronavigabilità dell'aereo e la procedura standard sulle operazioni degli aeromobili. Una squadra dagli Stati Uniti con rappresentanti del National Transportation Safety Board, della Federal Aviation Administration, della Boeing e della General Electric venne inviata in Indonesia per assistere il Comitato nazionale indonesiano per i trasporti nelle indagini. Venne pianificata un'indagine più ampia sull'intero sistema dei trasporti indonesiano. Testimoni oculari riferirono di aver visto un aereo instabile a bassa quota nella zona da cui erano stati recuperati i rottami, ma di averlo perso di vista dopo aver sentito un forte boato. Il capo dell'Associazione indonesiana dei tecnici aeronautici, Wahyu Supriantono, affermò che era improbabile che l'aereo avesse subito una rottura o un'esplosione durante il volo, poiché il campo di detriti sarebbe stato più grande e, di conseguenza, i rottami sarebbero stati scoperti prima. Nell'agosto del 2007 furono recuperati i registratori di volo, senza i quali non sarebbe stato possibile risalire alla causa dell'incidente. Il National Transportation Safety Committee (NTSC, o KNKT in indonesiano) descrisse l'attesa di quasi otto mesi per il recupero dei registratori di volo come "inaccettabile".
I dati estratti dal flight data recorder (FDR) indicarono che il velivolo si trovava a FL 350 ad una velocità di 0.75 Mach e l'autopilota era inserito in modalità Heading SEL e VNAV.
Alle 06:56:35, la modalità di funzionamento dell'autopilota passò da VNAV a Altitude Hold. Alle 06:56:55, il PIC (Pilot in Command) Widodo chiese al secondo pilota Susanto di inserire la modalità ATT (Attitude) all'IRS (Inertial Reference System) in quanto era andato in errore. La modalità "Attitude" permette al sistema di navigazione inerziale (IRS) di essere re-inizializzato ed effettuare nuovamente un allineamento che permette al sistema di riprendere la propria operatività. L'operazione dura 30 secondi durante i quali tutti i dati di navigazione (indicatore di assetto, TCAS) vengono momentaneamente disabilitati e non vengono visualizzati. Dopo altri 30 secondi dalla corretta procedura di allineamento vengono visualizzati i dati relativi all'assetto del velivolo.
L'IRS del Boeing del volo Adam Air però non riuscì ad eseguire il nuovo allineamento e i dati dell'assetto non vennero quindi visualizzati e vennero giudicati invalid dall'IRU. L'IRU si occupa dell'elaborazione dei dati dell'IRS ed è diviso in due canali, destro e sinistro, divisi per i due piloti, ed è da dove l'autopilota prende i dati di navigazione. Essendo però questi dati non validi l'autopilota, per ragioni di sicurezza, si disattiva in modo automatico e la sua disattivazione è segnalata ai piloti da un suono acustico di 4 secondi e la comparsa di una spia. L'autopilota inoltre, per mantenere la rotta, aveva impostato una correzione di 5 gradi verso sinistra. I piloti però, non avendo informazioni sull'assetto, non si resero conto che, senza il pilota automatico a correggere la rotta, l'aereo stava virando verso destra di 1° al secondo. Questo venne causato dal fatto che, nelle vecchie versioni del 737, un difetto fisico spingeva l'aereo ad inclinarsi verso destra. Con l'autopilota attivo, è il computer a mantenere il jet allineato, ma dal momento che il dispositivo si era disattivato, mantenere l'aereo livellato era compito dei piloti, che però non lo fecero.
Alle 06:58:10, il GPWS (Ground Proximity Warning System) segnalò che il velivolo stava virando con un angolo troppo elevato. Il Boeing era infatti inclinato di 35° verso destra. I piloti, evidentemente disorientati, in un primo momento contrastarono la rotazione dell'aereo girando la cloche verso sinistra ma poi la girarono nuovamente verso destra. Il 737 raggiunse quindi 60° di inclinazione e alle 06:58:23 l'assetto era di 5° in discesa. Subito dopo, il rateo di discesa aumentò a 2.3°/sec e dopo 30 secondi circa l'aereo aveva l'assetto di 60° a scendere. L'aereo passò da 35 000 piedi (11 000 m) a 9 920 piedi (3 020 m) in 75 secondi con un rateo di discesa di 20 070 piedi (6 120 m) al minuto. I piloti si accorsero solo alle 06:58:40 che il velivolo era in condizioni critiche, quando l'assetto era di 60° a scendere e 100° verso destra. Le operazioni, disperate, effettuate per recuperare l'assetto corretto insieme ad un'eccessiva velocità dell'aeromobile, superarono i limiti di tolleranza della struttura e causarono un cedimento strutturale.
La cause possono essere riassunte nei seguenti punti;
- entrambi i piloti erano occupati a risolvere il problema dell'IRS e non si accorsero che l'aereo stava lentamente inclinandosi verso destra;
- quando i piloti si accorsero della situazione rimasero disorientati;
- i piloti non avevano un addestramento adeguato.

## Conseguenze
Poco dopo l'incidente, Adam Air cambiò il numero del volo regolare Surabaya-Manado da 574 a 582. Questo incidente indebolì l'immagine di Adam Air, che all'epoca era già negativa tra il pubblico a causa dei frequenti guasti e ritardi. L'incidente aggravò le difficoltà finanziarie della compagnia aerea, che cessò le operazioni pochi anni dopo.
Il governo indonesiano annunciò subito dopo l'incidente l'intenzione di vietare gli aerei di età superiore ai dieci anni per qualsiasi scopo commerciale. Precedentemente il limite di età era di 35 anni. Sebbene ciò fosse in risposta a un gran numero di incidenti aerei, fu principalmente in risposta a questo incidente e a quello del volo 172. L'Indonesia introdusse inoltre un nuovo sistema di classificazione delle compagnie aeree in base al loro livello di sicurezza, con una classifica di livello uno che significa che la compagnia aerea non ha problemi seri, una classifica di livello due che significa che la compagnia aerea deve risolvere i problemi e una classifica di livello tre che significa che la compagnia aerea potrebbe essere costretto a chiudere.
Nel marzo 2007, il governo indonesiano annunciò che Adam Air era una delle quindici compagnie aeree a cui sarebbero state revocate le licenze entro tre mesi a meno che non avesse migliorato i propri standard di sicurezza. Le altre compagnie aeree includevano Batavia Air, Jatayu Airlines, Kartika Airlines, Manunggal Air Services, Transwisata Prima Aviation e Tri-MG Intra Asia Airlines. Queste compagnie aeree erano state tutte prese di mira come conseguenza diretta dell'incidente, poiché si trovavano al terzo livello del sistema di classificazione introdotto di conseguenza. A tutte le compagnie aeree indonesiane, inclusa la Garuda Indonesia, di proprietà statale, era stato detto che avrebbero dovuto apportare alcuni miglioramenti, ma nessuna di loro ricevette una classifica di livello uno.
Il 28 giugno 2007 venne riferito che Adam Air sarebbe sfuggita alla chiusura ed era stato aggiornata di un grado nella valutazione di sicurezza, al livello intermedio. Le compagnie aeree che avevano perso le licenze erano state Jatayu Gelang Sejahtera, Aviasi Upataraksa, Alfa Trans Dirgantara e Prodexim. Inoltre, Germania Trisila Air, Atlas Delta Setia, Survey Udara Penas, Kura-Kura Aviation e Sabang Merauke Raya Air Charter erano state bloccate in attesa di miglioramenti e a rischio di potenziale revoca della licenza.
Il 16 aprile 2007, la Federal Aviation Administration americana rispose ai risultati del nuovo sondaggio sulle compagnie aeree declassando la categoria di supervisione della sicurezza aerea dell'Indonesia da 1 a 2 a causa di "serie preoccupazioni" sulla sicurezza. Ciò significava che riteneva che l'autorità per l'aviazione civile indonesiana non controllasse i vettori aerei in conformità con gli standard internazionali minimi. Come risultato diretto, l'ambasciata americana a Giacarta ha lanciato un avvertimento a tutti i cittadini americani che volavano dentro o fuori dall'Indonesia di evitare di utilizzare compagnie aeree indonesiane, e utilizzare invece vettori internazionali con una migliore reputazione in termini di sicurezza. Successivamente, il 28 giugno 2007, tutte le compagnie aeree indonesiane, nessuna delle quali all'epoca volava in Europa, vennero aggiunte all'elenco dei vettori aerei vietati nell'UE; il divieto venne revocato per la compagnia di bandiera Garuda Indonesia e tre compagnie aeree più piccole nel 2009, e nel 2018 tutte le compagnie aeree indonesiane furono nuovamente autorizzate a volare nell'UE. Budhi Mulyawan Suyitno, direttore generale dell'aviazione civile presso il ministero dei trasporti indonesiano, rispose dicendo che ritieneva che l'Indonesia avesse apportato i miglioramenti richiesti dall'UE. Nel 2007 era stato imposto anche un divieto generale a tutte le compagnie aeree indonesiane che volavano verso gli Stati Uniti, revocato nel 2018.
Il 18 marzo 2008, poco dopo un nuovo incidente a Batam, il certificato di operatore aereo della compagnia aerea venne sospeso dal governo indonesiano. Tre mesi dopo, il certificato aereo fu revocato e la compagnia aerea cessò le operazioni dichiarando fallimento.

### Volo 172
Il 21 febbraio 2007, appena 51 giorni dopo la perdita del volo 574, il volo 172, un Boeing 737-300 (registrazione PK-KKV) della Adam Air in volo da Giacarta a Surabaya effettuò un duro atterraggio all'aeroporto internazionale di Juanda. L'incidente causò la rottura e la piegatura della fusoliera dell'aereo al centro, con la coda dell'aereo che si abbassò verso il suolo. Non ci furono notizie di feriti gravi dall'incidente. Di conseguenza, sei 737 di Adam Air vennero messi a terra in attesa dei controlli di sicurezza. Adam Air descrisse ciò come una "dura punizione" per un incidente attribuito alle cattive condizioni meteorologiche, ma il vicepresidente Kalla disse che tutti i Boeing 737-300 avrebbero dovuto essere controllati.

### Azioni Legali
Adam Air venne citata in giudizio da gruppi di consumatori e lavoratori indonesiani per l'incidente, per un totale di un trilione di rupie (100 milioni di dollari), da pagare alle famiglie delle vittime. Secondo l'avvocato delle famiglie, intervenuto in una conferenza stampa insieme al segretario dell'Associazione delle famiglie dei passeggeri Adam Air KI-574 (formata all'indomani del disastro), 30 famiglie delle vittime intendevano citare in giudizio Boeing invece di Adam Air per l'incidente. Ciò non significava necessariamente che tutti gli altri avrebbero fatto causa ad Adam Air, poiché avrebbero potuto non esercitare affatto il loro diritto di fare causa. I rappresentanti delle famiglie spiegarono che ritenevano che l'aereo fosse stato abbattuto da una valvola di controllo del timone difettosa. Simili agli incidenti che coinvolsero il volo United Airlines 585 e il volo USAir 427, precipitati all'inizio degli anni novanta, sebbene non ci fossero prove che lo dimostrassero. Spiegarono che, di conseguenza, stavano facendo causa alla Boeing e alla Parker Hannifin, il produttore della valvola, anche se le compagnie aeree che utilizzavano i 737-300, -400 e -500 erano state avvertite di problemi con le valvole di controllo del timone.

## Nella cultura di massa
L'incidente del volo 574 della Adam Air è stato analizzato nella puntata L'aereo scomparso della settima stagione del documentario Indagini ad alta quota trasmesso dal National Geographic Channel.